# Sätra

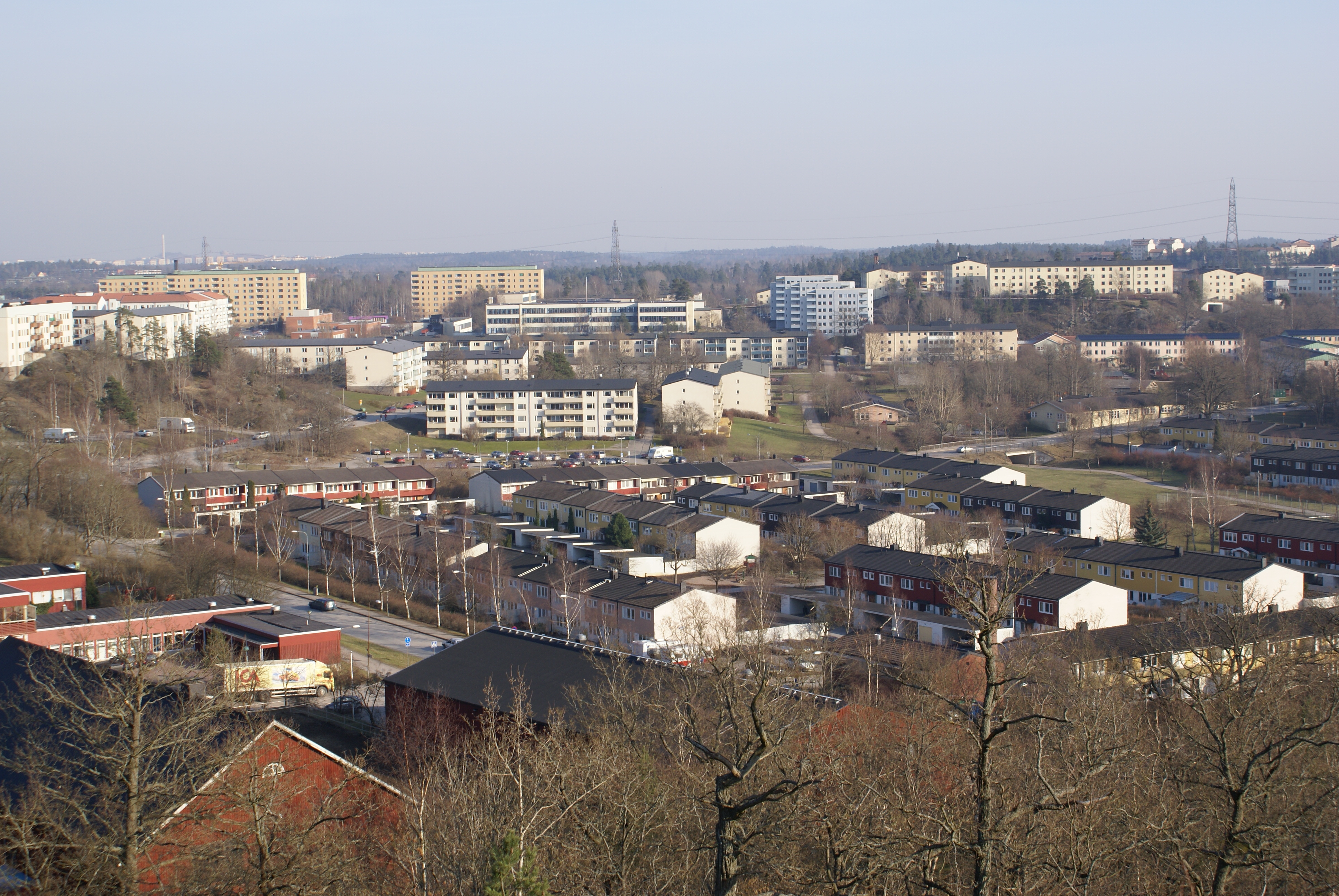
Vista geral de Sätra.

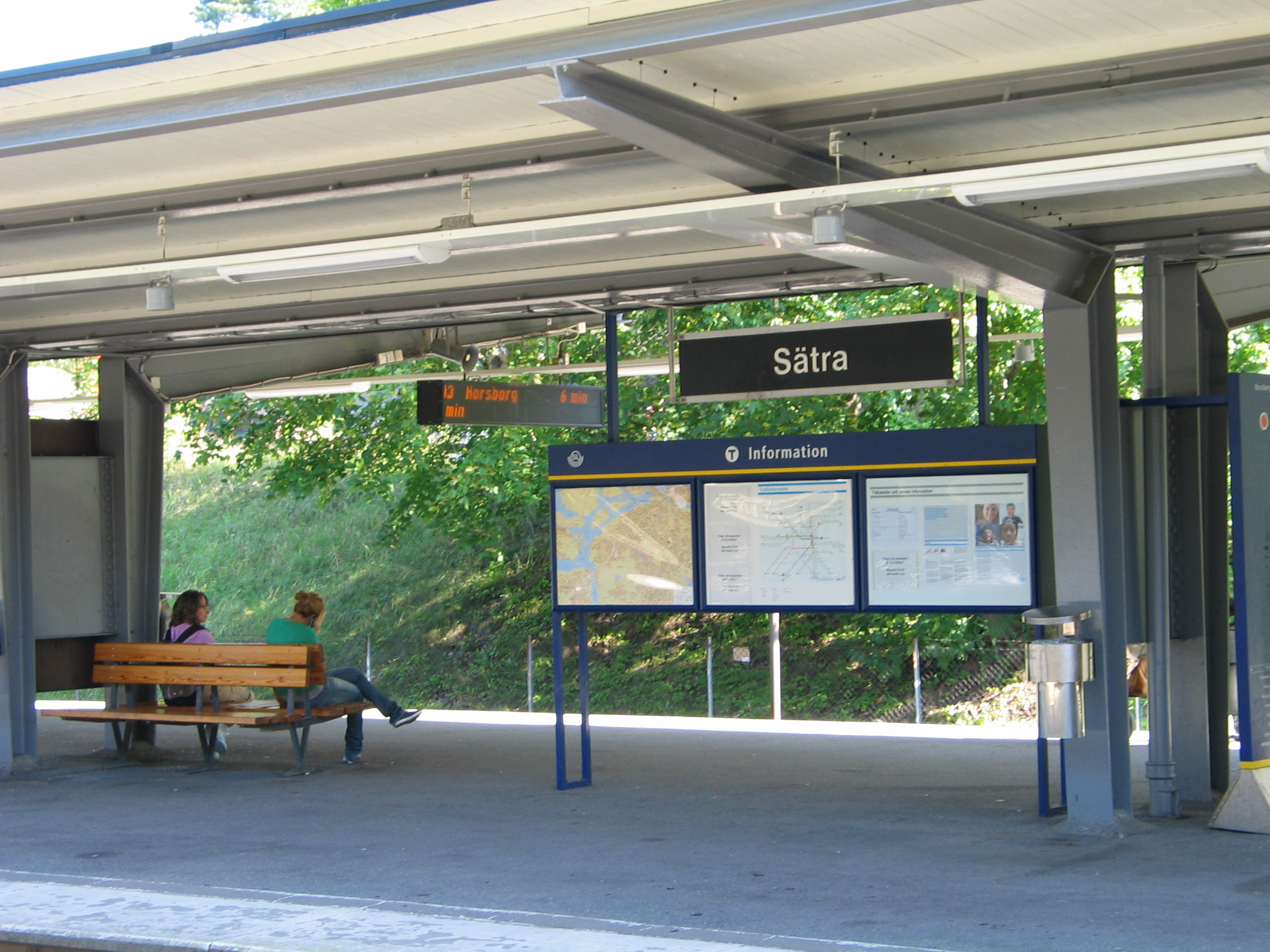
Plataforma da estação de metropolitano.

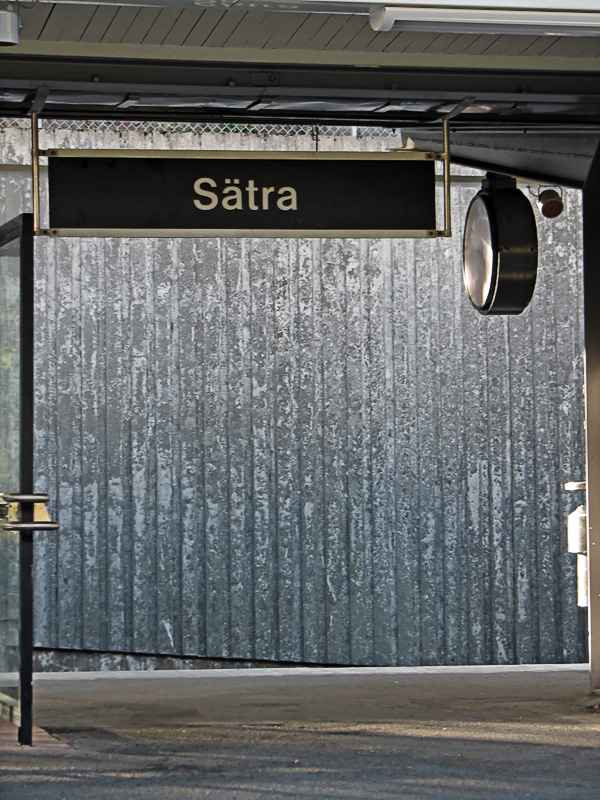
Pormenor da estação.

Sätra é um subúrbio de Estocolmo, na Suécia. É também um bairro da zona de Söderort, na comuna de Estocolmo. Faz fronteira com os bairros de Bredäng e Skärholmen, assim como com Segeltorp, na comuna de Huddinge, e Kungshatt, na comuna de Ekerö. Ocupa uma área de 279 hectares de terra e de 48 hectares de água. O ponto mais alto encontra-se a 71 metros de altitude. É delimitado a norte pelo lago Mälaren e a sul pelas estradas E4 e E20.
Situa-se na antiga quinta de Sätra, que ganhou esse nome em 1376, quando foi adquirida por um nobre. Em 1619, passou a possuir uma säteri, que era um nome dado às casas senhoriais dos nobres locais. Essa casa ainda existe hoje, no endereço Sätragårdsvägen 8. Sätra possui um antigo estaleiro. Entrou em funcionamento 1878, tendo cessado a sua actividade em 1935. Hoje, é utilizado como pequeno porto para barcos. No fim do estaleiro, encontram-se as casas onde os seus trabalhadores habitavam.
A cidade de Estocolmo comprou as terras de Sätra em 1961. No ano seguinte, foi concebido um plano geral de construção para a zona e em 1964 foi dado início à construção de habitações. Em 1972, já estavam habitadas. Foram construídas 66 casas para várias famílias, 548 casas para famílias sozinhas, 267 casas geminadas, 174 casas pequenas e 107 vivendas. Alguns dos arquitectos envolvidos foram Åke Porne, Ali Forslund, Carl Erik Sandberg, Åke Östin e Olle Zetterberg. Os prédios (de um tipo denominado lamellhus) possuem na maior parte entre 3 a 4 andares e cores claras.
O centro de Sätra foi concebido pelos arquitectos Gunnar Lindman, Harald Mjöberg e Åke Arell, tendo sido inaugurado a 16 de Maio de 1965. Foi o primeiro centro do género em Estocolmo, no meio de casas de habitação. A inspiração veio dos EUA. Desde 2003, têm sido desenvolvidos esforços para construir um novo e renovado centro.

## Estação de metropolitano
Sätra possui uma estação de metropolitano, integrada na linha vermelha. Situa-se entre as estações Skärholmen e de Bredäng.
Localiza-se na parte ocidental da localidade, a 10,3 km de distância da estação de Slussen.
Foi inaugurada a 16 de maio de 1965, sendo a 63ª estação da rede de metropolitano a ser inaugurada. Até 1967, Sätra era uma estação terminal.